# Нижняя Паровая
Нижняя Паровая — деревня в Большесолдатском районе Курской области. Входит в Большесолдатский сельсовет.

## География
Деревня находится недалеко от границы между Большесолдатским и Суджанским районами на реке Суджа, в 70 километрах к юго-западу от Курска, в 9 км к западу от районного центра и центра сельсовета — села Большое Солдатское.
Улицы
В деревне есть улица Зелёная (14 дома).
Климат
Деревня, как и весь район, расположена в поясе умеренно континентального климата с тёплым летом и относительно тёплой зимой.

## Население
| 2002 | 2010 |
| ---- | ---- |
| 20   | ↘12  |

## Транспорт
Нижняя Паровая находится в 7 км от автодороги регионального значения 38К-004 (Дьяконово — Суджа — граница с Украиной), в 2 км от автодороги межмуниципального значения 38Н-028 (Ямская Степь — Розгребли — 38К-004), в 10 км от ближайшей ж/д станции Локинская (линия Льгов I — Подкосылев).